# Jaume Amat de Palou i Pont
Jaume Amat de Palou i Pont   (Sabadell, 25 de juliol de 1753 - Sevilla, 1819) fou un mercader, economista i pintor català, germà de Fèlix Amat de Palou i Pont i oncle de Fèlix Torres i Amat de Palou.

## Biografia
Jaume Amat era un comerciant preocupat per millorar la productivitat de la manufactura tèxtil i, el 1792 va crear una fàbrica d'indianes al carrer del Marquès de Barberà del Raval de Barcelona.
En el camp de l'economia, va nodrir de material el seu germà Fèlix Amat i també Francisco de Zamora per llurs estudis en aquest camp. El 1789 va publicar el primer text on es defensaven mesures proteccionistes per potenciar la indústria local, postura que l'enfrontava amb Francisco Cabarrús. El 1793 va marxar de Catalunya ofegat pels deutes i va ingressar al funcionariat reial. Durant el regnat de Josep I fou nomenat superintendent del govern a Segòvia (1802-1813), localitat on va coincidir amb el també català Ali Bei. Posteriorment fou apartat de les institucions de govern acusat d'afrancesat.
Les seves primeres experiències artístiques consistiren a copiar els quadres del palau reial de la Granja.